# Teatro Princesa
El teatro Princesa fue uno de los primeros teatros de Valencia (España). Fue diseñado por el arquitecto José Zacarías Camaña y emplazado en 1853 en la céntrica calle Moro Zeit, en el barrio de Velluters.

## Historia
Durante la Guerra Civil cambió el nombre por Teatro Libertad. El teatro fue reformado en 1956 por Don Miguel Soriano Belda quien era médico pediatra y esposo de Doña Matilde Sanchís Pastor, heredera de los cines y teatro Princesa, y fue cerrado y abandonado alrededor del año 1990. Desde entonces, el estado del edificio fue experimentando un proceso de deterioro, aunque conservaba un valor histórico-ambiental.
En octubre de 1999, un grupo de okupas se introdujo en el edificio, pero fueron desalojados por la policía. Se produjo la muerte de un okupa, que se había caído desde una altura de treinta metros.
El 27 de febrero de 2009, se produjo un gran incendio que destruyó el teatro. El mismo año se derribó el edificio y en la actualidad el solar es propiedad del Ayuntamiento de Valencia.